# SKA Arena
La SKA Arena (in russo СКА Арена?) è un impianto polifunzionale situato a San Pietroburgo, in Russia.
Inaugurato nel dicembre 2023, lo stadio ha una capienza massima di 22 300 spettatori e ospita le gare interne della squadra di Hockey dello SKA Pietroburgo.